# 姚鵬 (弘治進士)
姚鵬（1474年—？），字鳴南，浙江嘉興府崇德縣人，民籍，明朝政治人物。

## 生平
弘治十四年（1501年）辛酉科浙江鄉試第六十五名舉人，弘治十五年（1502年）聯捷壬戌科三甲第三十四名進士。十六年（1505年）任福建龍溪縣知縣。升工部主事，歴知韶州府。擢福建盐运司使，寻升山东布政使，以疾卒于官。

## 家族
曾祖姚孟謙；祖父姚璣；父姚潾，母俞氏。重庆下。兄姚鳳（贡士）、姚鸞；弟姚鹍、姚鷫。